# Gorm Wisweh
Gorm Wisweh (født i Svaneke) er en dansk TV-kok, kogebogsforfatter og manden bag Gorm's Pizza.

## TV
Han er kendt fra TV 2's program GO' Morgen Danmark, hvor han var kok i indslaget Go'appetit..
I 13. sæson af Vild med dans deltog Gorm Wisweh. Han dansede med Sofie Kruuse, med hvem han endte på en 9. plads.
I 2020 blev han også dommer i Maddysten, som afløser for Timm Vladimir.

## Bøger
- Pizza[3]